# هاري جونسون (لاعب كرة قدم)
هاري جونسون (بالإنجليزية: Harry Johnson)‏ (4 ديسمبر 1910 في المملكة المتحدة - 1 يناير 1981 في المملكة المتحدة) هو لاعب كرة قدم بريطاني (وحمل سابقاً جنسية المملكة المتحدة لبريطانيا العظمى وأيرلندا) في مركز الهجوم.